# 变色雀麦
变色雀麦（学名：Bromus variegatus）为禾本科雀麦属下的一个种。

## 扩展阅读
- 維基物種上的相關：变色雀麦